# U-20 (1936)
U-20 — малая подводная лодка типа IIB, времён Второй мировой войны. Заказ на постройку был отдан 2 февраля 1935 года. Лодка была заложена на верфи судостроительной компании Germaniawerft, Киль 1 августа 1935 года под заводским номером 550. Спущена на воду 14 января 1936 года. 1 февраля 1936 года принята на вооружение и, под командованием капитан-лейтенант Ганса Экерманна вошла в состав 3-й флотилии.

## История службы
Совершила 17 боевых походов, из них 8 — на Чёрном море; потопила 14 судов (37 669 брт), повредила 1 судно (844 брт), которое не восстанавливалось и повредила ещё 1 судно (1 846 брт).
Затоплена командой 10 сентября 1944 года возле побережья Турции, в точке с координатами 41°10′ с. ш. 30°47′ в. д..
3 февраля 2008 года газета The Daily Telegraph сообщила, что турецкий морской инженер Selçuk Kolay обнаружил U-20 на глубине 80 футов (24 м) у побережья турецкого города Зонгулдак.

### 1-й, 2-й и 3-й походы
Первые три похода U-20 заключались в наблюдении (в августе 1939) и постановке мин в Северном море и возле восточного побережья Великобритании. Походы начались в Киле и заканчивались в Вильгельмсхафен, а затем повторялись в обратном направлении.

### 4-й и 5-й походы
Лодка потопила Magnus примерно в 40 миль (64 км) к востоку-северо-востоку от Питерхеда в Шотландии. Корабль затонул за 90 секунд; спастись удалось только одному человеку. На минах, установленных в ноябре также были потоплены Ionian и Willowpool в ноябре и декабре соответственно.
13 октября 1940, во время пятого похода, лодка потопила Sylvia к северо-востоку от Абердина.

### 6-й — 8-й походы
За шестой и седьмой походы лодка потопила существенное количество судов, восьмой поход был сравнительно спокойным.
1 Мая 1940 она была переведена в 21-ю флотилию как учебная лодка, а затем перевезена по суше и через Дунай на Чёрное море, избежав серьёзного Британского присутствия в Гибралтаре и перехода через Средиземное море к её новой базе в румынском порту Констанца в составе 30-й флотилии.

### 9-й и 10-й походы
Первый поход в новой обстановке, но девятый суммарно, почти что закончился катастрофой, когда лодка попыталась торпедировать советский противолодочный корабль — он ответил сбросом восьми глубинных бомб. U-20 была вынуждена оставаться в подводном положении и вернулась на базу с множественными механическими проблемами.
4 августа 1943, практически по окончании десятого похода, на борт был принят заболевший член экипажа U-19.
7 августа 1943 года лодка встала в док в Констанце.

### 11-й — 14-й походы
Эти походы совершались между Констанцей и Севастополем.
16 августа возле мыса Анакрия U-20 потопила советский танкер Вайан-Кутюрье.

### 15-й поход
19 июня 1944 лодка потопила Пестель под Трабзоном. Советские источники сообщили, что судно было потоплено в турецких территориальных водах.
26 июня 1944 лодка также с помощью артобстрела и подрывных зарядов потопила советскую десантную баржу ДБ-26.

### 16-й поход
10 сентября 1944 лодка была затоплена экипажем в Чёрном море близ побережья Турции, в районе с координатами 41°10′ с. ш. 31°47′ в. д..

## Командиры
- 1 февраля 1936 года — 30 сентября 1937 года — капитан-лейтенант Ганс Экерманн (нем. Kapitänleutnant Hans Eckermann)
- 21 октября 1937 года — 17 января 1940 года — обер-лейтенант цур зее (с 1 апреля 1939 года капитан-лейтенант) Карл-Гейнц Мёле (нем. Oberleutnant zur See Karl-Heinz Moehle) (Кавалер Рыцарского Железного креста)
- 17 января 1940 года — 15 апреля 1940 года — капитан-лейтенант Харро фон Клот-Хейденфельдт (нем. Kapitänleutnant Harro von Klot-Heydenfeldt)
- 2 апреля 1940 года — 15 апреля 1940 года — обер-лейтенант цур зее Генрих Драйвер (нем. Oberleutnant zur See Heinrich Driver)
- 16 апреля 1940 года — 7 июня 1940 года — обер-лейтенант цур зее Ганс-Юрген Цетцше (нем. Oberleutnant zur See Hans-Jürgen Zetzsche)
- 8 июня 1940 года — 5 января 1941 года — обер-лейтенант цур зее Оттокар Арнольд Паулссен (нем. Oberleutnant zur See Ottokar Arnold Paulssen)
- 6 января 1941 года — 19 мая 1941 года — капитан-лейтенант Герберт Шоенбург (нем. Kapitänleutnant Herbert Schauenburg)
- 20 мая 1941 года — 4 декабря 1941 года — обер-лейтенант цур зее Вольфганг Стрётер (нем. Oberleutnant zur See Wolfgang Sträter)
- 5 декабря 1941 года — 27 марта 1942 года — капитан-лейтенант цур зее Курт Нольке (нем. Kapitänleutnant Kurt Nölke)
- 7 мая 1942 года — 31 октября 1943 года — обер-лейтенант цур зее (с 1 августа 1943 года капитан-лейтенант) Клеменс Шёлер (нем. Oberleutnant zur See Clemens Schöler)
- 1 ноября 1943 года — 10 сентября 1944 года — обер-лейтенант цур зее Карл Графен (нем. Oberleutnant zur See Karl Grafen)

## Флотилии
- 1 февраля 1936 года — 31 декабря 1939 года — 3-я флотилия
- 1 января 1940 года — 30 апреля 1940 года — 1-я флотилия
- 1 мая 1940 года — 30 июня 1940 года — 1. U-Ausbildungsflottille Flotilla (учебная лодка)
- 1 июля 1940 года — 30 сентября 1942 года — 21-я флотилия (учебная лодка)
- 1 октября 1942 года — 10 сентября 1944 года — черноморская 30-я флотилия

## Потопленные суда
| Название      | Тип                | Принадлежность | Дата                 | Тоннаж (брт) | Груз                                                          | Судьба                                                                              | Место                     |
| ------------- | ------------------ | -------------- | -------------------- | ------------ | ------------------------------------------------------------- | ----------------------------------------------------------------------------------- | ------------------------- |
| Ionian        | грузовое судно     | Великобритания | 29 ноября 1939 года  | 3 114        | генеральный груз, включая 200 тонн смородины и 50 тонн мохера | потоплен (мина)                                                                     | 52°45′ с. ш. 01°56′ в. д. |
| Magnus        | грузовое судно     | Дания          | 9 декабря 1939 года  | 1 339        | в балласте                                                    | потоплен                                                                            | 57°48′ с. ш. 00°35′ з. д. |
| Føina         | грузовое судно     | Норвегия       | 10 декабря 1939 года | 1 674        | в балласте                                                    | потоплен                                                                            | Grid AN 4444              |
| Willowpool    | грузовое судно     | Великобритания | 10 декабря 1939 года | 4 815        | 7 850 тонн железной руды                                      | потоплен (мина)                                                                     | 52°53′ с. ш. 01°51′ в. д. |
| Sylvia        | грузовое судно     | Швеция         | 13 января 1940 года  | 1 524        | генеральный груз, уголь                                       | потоплен                                                                            | 58°45′ с. ш. 01°12′ з. д. |
| Faro          | грузовое судно     | Норвегия       | 27 января 1940 года  | 844          | в балласте                                                    | поврежден без восстановления                                                        | 58°55′ с. ш. 02°46′ з. д. |
| Fredensborg   | грузовое судно     | Дания          | 27 января 1940 года  | 2 094        | в балласте                                                    | потоплен                                                                            | 58°25′ с. ш. 01°53′ з. д. |
| England       | грузовое судно     | Дания          | 27 января 1940 года  | 2 319        | в балласте                                                    | потоплен                                                                            | 58°25′ с. ш. 01°53′ з. д. |
| Hosanger      | грузовое судно     | Норвегия       | 27 января 1940 года  | 1 591        | в балласте                                                    | потоплен                                                                            | 58°25′ с. ш. 01°53′ з. д. |
| Maria Rosa    | грузовое судно     | Италия         | 29 февраля 1940 года | 4 211        | в балласте                                                    | потоплен                                                                            | 52°24′ с. ш. 01°59′ в. д. |
| Mirella       | грузовое судно     | Италия         | 1 марта 1940 года    | 5 340        | 6 900 тонн угля                                               | потоплен                                                                            | 52°24′ с. ш. 02°02′ в. д. |
| Передовик     | танкер             | СССР           | 29 ноября 1943 года  | 1 846        | ?                                                             | поврежден                                                                           | Grid CL 9529              |
| Вайян Кутюрье | танкер             | СССР           | 16 января 1944 года  | 7 602        | нефть и битум                                                 | потоплен, 6 октября 1945 года поднят, отремонтирован и в 1954 году вернулся в строй | 42°21′ с. ш. 41°31′ в. д. |
| Рион          | баржа              | СССР           | 7 апреля 1944 года   | 187          | ?                                                             | потоплен (мина)                                                                     | 42°11′ с. ш. 41°38′ в. д. |
| Пестель       | пассажирское судно | СССР           | 19 июня 1944 года    | 1 850        | ?                                                             | потоплен                                                                            | 41°03′ с. ш. 39°42′ в. д. |
| ДБ-26         | десантный корабль  | СССР           | 24 июня 1944 года    | 9            | ?                                                             | потоплен                                                                            | 43°17′ с. ш. 40°14′ в. д. |